# Campionati europei di ciclismo su strada 2007
I Campionati europei di ciclismo su strada 2007 si disputarono a Sofia, in Bulgaria, tra il 19 e il 22 luglio 2007.

## Eventi

### Cronometro individuali
Giovedì 19 luglio
- Donne Under 23, 24 km
- Uomini Juniors, 24 km

Venerdì 20 luglio
- Uomini Under-23, 34 km
- Donne Juniors, 12 km

### Corse in linea
Sabato 21 luglio
- Donne Under-23, 112 km
- Uomini Juniors, 140 km

Domenica 22 luglio
- Donne Juniors, 70 km
- Uomini Under-23, 168 km

## Medagliere
| Pos.   | Nazione     | Oro | Argento | Bronzo | Totale |
| ------ | ----------- | --- | ------- | ------ | ------ |
| 1      | Russia      | 3   | 1       | 0      | 4      |
| 2      | Italia      | 1   | 1       | 2      | 4      |
| 3      | Polonia     | 1   | 1       | 1      | 3      |
| 4      | Ucraina     | 1   | 1       | 0      | 2      |
| 5      | Paesi Bassi | 1   | 0       | 0      | 1      |
| 5      | Danimarca   | 1   | 0       | 0      | 1      |
| 7      | Lituania    | 0   | 1       | 1      | 2      |
| 8      | Estonia     | 0   | 1       | 0      | 1      |
| 8      | Francia     | 0   | 1       | 0      | 1      |
| 8      | Lussemburgo | 0   | 1       | 0      | 1      |
| 11     | Lettonia    | 0   | 0       | 1      | 1      |
| 11     | Norvegia    | 0   | 0       | 1      | 1      |
| 11     | Rep. Ceca   | 0   | 0       | 1      | 1      |
| 11     | Bielorussia | 0   | 0       | 1      | 1      |
| Totale | Totale      | 8   | 8       | 8      | 24     |

## Sommario degli eventi
| Eventi                 | Oro                         | Tempo    | Argento                        | Tempo | Bronzo                       | Tempo |
| Uomini Under-23        |                             |          |                                |       |                              |       |
| Gara in linea dettagli | Andrej Kljuev Russia        | 3h54'49" | Ignatas Konovalovas Lituania   | a 2"  | Normunds Lasis Lettonia      | a 13" |
| Cronometro dettagli    | Maksim Bel'kov Russia       | 41'15"   | Rein Taaramäe Estonia          | a 6"  | Adriano Malori Italia        | a 17" |
| Uomini Juniors         |                             |          |                                |       |                              |       |
| Gara in linea dettagli | Michał Kwiatkowski Polonia  | 3h17'01" | Fabien Taillefer Francia       | s.t.  | Ole Haavardsholm Norvegia    | s.t.  |
| Cronometro dettagli    | Ilnur Zakarin Russia        | 31'06"   | Michał Kwiatkowski Polonia     | a 19" | Piotr Gawroński Polonia      | a 28" |
| Donne Under-23         |                             |          |                                |       |                              |       |
| Gara in linea dettagli | Marianne Vos Paesi Bassi    | 3h02'54" | Marta Bastianelli Italia       | s.t.  | Rasa Leleivytė Lituania      | s.t.  |
| Cronometro dettagli    | Linda Villumsen Danimarca   | 33'54"   | Svitlana Haljuk Ucraina        | a 37" | Martina Sáblíková Rep. Ceca  | a 45" |
| Donne Juniors          |                             |          |                                |       |                              |       |
| Gara in linea dettagli | Valentina Scandolara Italia | 2h22'06" | Darija Gorbatovskaja Russia    | s.t.  | Gloria Presti Italia         | s.t.  |
| Cronometro dettagli    | Valerija Kononenko Ucraina  | 33'54"   | Anne-Marie Schmitt Lussemburgo | a 37" | Alena Amjaljusik Bielorussia | a 45" |